# П-500
П-500 «Базальт» (Индекс УРАВ ВМФ: 4К80, по кодификации НАТО: SS-N-12 «Sandbox» (с англ. — «песочница»)) — советская противокорабельная ракета. ПКР «Базальт» является первой крылатой ракетой морского базирования со сверхзвуковой скоростью полёта и предназначается для борьбы с мощными корабельными группировками, включая авианосные. С 1975 года комплексом «Базальт» были оснащены 10 подводных лодок проектов 675МК и 675МУ, на которых он заменил комплекс П-6. В 1977 году ПКР «Базальт» был принят на вооружение тяжёлых авианесущих крейсеров проекта 1143. В 1980-е годы комплексом вооружали ракетные крейсера проекта 1164 «Атлант».
Дальнейшим развитием П-500 «Базальт» стала ПКР П-1000 «Вулкан».

## История создания
- 28 февраля 1963 года — постановление Совета Министров СССР № 250-89 по разработке комплекса в ОКБ-52 МАП (одно постановление с ПКР П-120 «Малахит»).
- в декабре 1963 года закончен эскизный проект П-500.
- октябрь 1969 года — октябрь 1970 года — этап наземных испытаний (1-й этап ЛКИ)
- с конца 1970 года — этап лётно-конструкторских испытаний.
- 1974 года — успешные государственные испытания.
- 1975 года — принятие на вооружение.

## Конструкция ракеты
Ракета П-500 «Базальт» является прямым развитием ракеты П-35, имея ту же принципиальную компоновку. Сигарообразный фюзеляж оснащён складываемым треугольным крылом высокой стреловидности и единственным вертикальным стабилизатором под корпусом. Двигательная установка — турбореактивный двигатель КР-17-300 — расположена в кормовой части фюзеляжа, воздухозаборник (как и у П-35) выведен под корпус, но имеет более обтекаемую форму с коническим центральным телом, рассчитанным на достижение высоких скоростей, порядка 2-2,5 Маха. Корпус ракеты изготовлен из жаропрочных материалов, выдерживающих значительные температуры, возникающие при трении о воздух.
Старт ракеты осуществляется из транспортно-пускового контейнера с помощью двух закреплённых в кормовой части (по бокам от стабилизатора) твердотопливных ускорителей. На первых испытаниях при залповой стрельбе наблюдался непредусмотренный эффект: значительные облака пороховых газов, создаваемые ускорителями взлетавших первыми ракет, мешали запуску турбореактивных двигателей последующих. Во избежание этого запуски ракет производятся с промежутками в 8 секунд.
Дальность действия ракеты, в зависимости от выбранного профиля полёта, может достигать 500 км. Ракета использует режим «большая высота — малая высота»; на маршевом участке ракета летит на высоте до 5000 метров (чтобы снизить сопротивление воздуха и затраты топлива), а вблизи цели, после захвата таковой головкой самонаведения, ракета снижается до высоты 50 метров и осуществляет полёт на малой высоте, скрываясь за радиогоризонтом от радаров противника. Поражение цели обеспечивается полубронебойной (по другим данным, фугасной) боевой частью весом в 500—1000 кг (по разным источникам). Для выдачи первичного целеуказания ракетному комплексу используются данные от морской системы разведки и целеуказания «Легенда».
Впервые в мировой практике П-500 была оснащена бортовой станцией постановки помех 4Б89 «Шмель», определяющей режим работы неприятельского радара сопровождения и выставляющей помехи на нужной частоте. Тем самым ракета повышает свою устойчивость к неприятельским ЗУР. Вероятно, ракета также способна к выполнению запрограммированых манёвров уклонения.

## Тактика применения
Ракетный комплекс «Базальт» получает первичное целеуказание от орбитальных платформ МКРЦ «Легенда», либо от средств воздушной разведки. Запуск ракеты выполняется с корабля или с подводной лодки; ввиду конструктивных ограничений ракеты, являющейся развитием П-35 и использующей аналогичную пусковую аппаратуру, запуск с подводной лодки возможен только в надводном положении. Возможна стрельба как одиночными ракетами, так и залпами.
Ввиду значительного времени полета и ограниченных возможностей ГСН ракеты, стрельба на полную дальность эффективна только с применением внешнего целеуказания от самолётов Ту-95РЦ или вертолетов Ка-25РЦ с аппаратурой МРСЦ «Успех» или «Успех-У». Это является слабым местом системы, так как синхронные действия с береговыми самолётами весьма затруднительны, а вертолеты обладают ограниченными летными характеристиками. Кроме того, авиационные средства целеуказания весьма уязвимы для палубной авиации неприятеля, и нуждаются в прикрытии.
Получая корректировки от системы целеуказания «Успех», ракеты следуют к цели на большой высоте, чтобы сэкономить горючее. Приблизившись к цели на дистанцию захвата ГСН, ракеты выполняют распределение целей и снижаются до сверхмалой высоты, скрываясь за радиогоризонтом. Остаток пути ракеты проходят на сверхмалой высоте, чтобы уменьшить свою заметность и уязвимость.

## ТТХ
- Длина: 11,7 м
- Диаметр: 0,88 м
- Размах крыла: 2,6 (2,1) м
- Стартовая масса: 4800 кг[1][2]
- Скорость:
  - на высоте: M=2,5
  - у поверхности: M=2

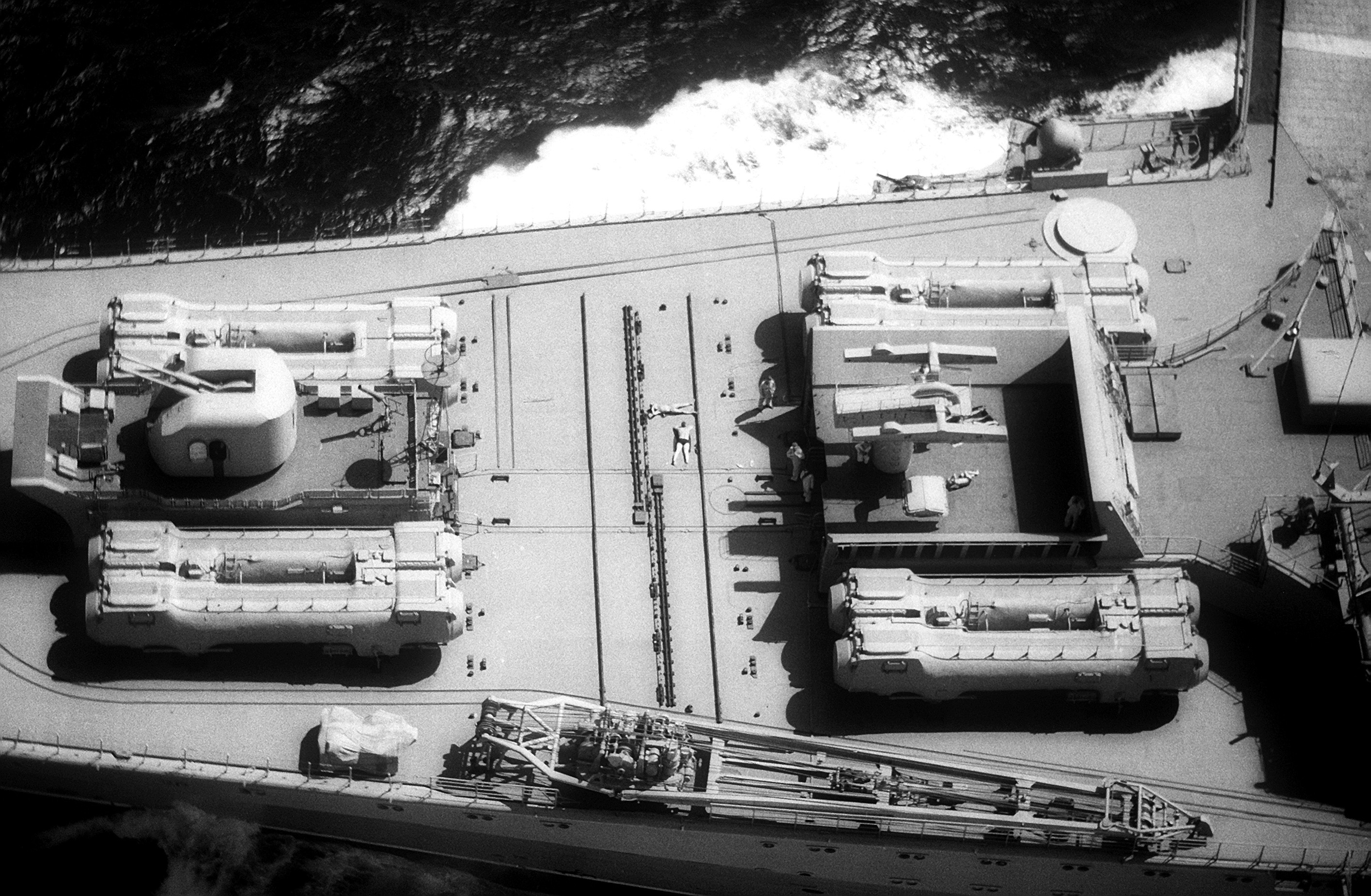
ПУ П-500 на палубе авианесущего крейсера «Киев», 1976 год.

- Максимальная дальность стрельбы: 550 км
- Высота полёта: 50-5000 м[3]
- Система управления: инерциальная + радиолокационная
- Боевая часть:
  - фугасно-кумулятивная: 500 (1000) кг
  - ядерная: 350 кт

## Оценка проекта
Ракета П-500 была создана как развитие удачной серии ракет П-35, с расчётом на достижение более высоких лётных характеристик, большей дальности и больших возможностей в поражении хорошо защищенных целей, таких как авианосные ударные группировки. Изначально проект был рассчитан на развитие решений и основных компонентов П-35 с той целью, чтобы использовать аналогичную пусковую инфраструктуру и системы обслуживания с минимальными модернизациями. В ней впервые были применены такие новаторские технические решения как бортовая станция постановки радиопомех, комбинированная траектория стрельбы на большую дальность и залповые атаки с распределением целей. Высокая сверхзвуковая скорость и малая высота полёта значительно затрудняли перехват ракеты вблизи цели.
Следует, однако, заметить, что будучи весьма совершенным для своего времени оружием, П-500 сохраняла тот же принципиальный недостаток, что и все сверхзвуковые ракеты — высокую уязвимость на маршевом (высотном) участке полёта. Совершенствование палубных перехватчиков (наподобие Grumman F-14 Tomcat) и дальнобойных зенитных ракет в конце 1970-х годов позволяло перехватить ракету ещё до того, как таковая снизится для маловысотной атаки. Бортовая станция постановки помех повышала устойчивость ракеты к ЗУР старых моделей (нуждавшихся в непрерывном наведении, то есть постоянном облучении цели радаром корабля-носителя), но с появлением ЗУР SM-2, имевших инерциальное наведение на маршевом участке и нуждавшихся в облучении цели только на короткий момент самонаведения в непосредственной близости от цели — возможности системы постановки помех существенно снизились.
В настоящее время система П-500 считается устаревшей, снята с вооружения и заменена на кораблях новой, более дальнобойной ракетой П-1000 Вулкан.